# Lista de patentes da SS

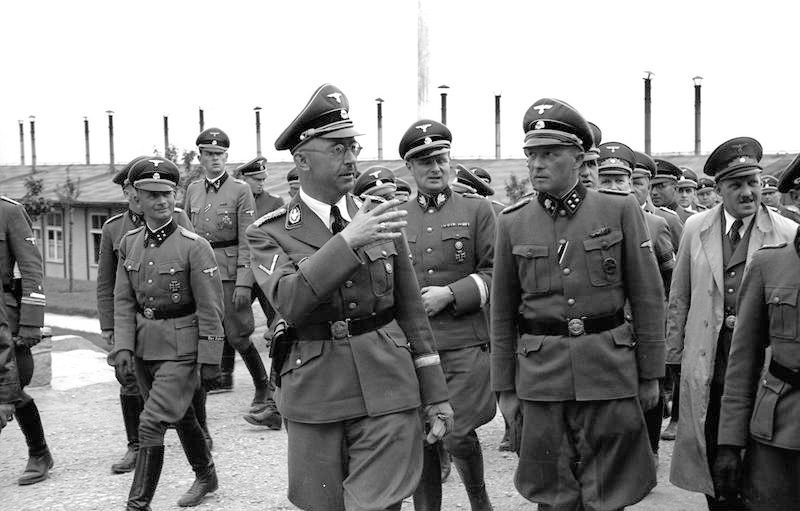
Oficiais da SS com seus uniformes, produzidos, entre várias empresas, pela Hugo Boss.

Graduações (patentes) da Schutzstaffel (SS) e seu correspondente no Exército Alemão (Wehrmacht):
| Insígnia de gola ou braço | Insígnia de ombro | Schutzstaffel        | Equivalência                                           |
| ------------------------- | ----------------- | -------------------- | ------------------------------------------------------ |
|                           |                   | Reichsführer-SS      | Generalfeldmarschall (General-marechal de campo)       |
|                           |                   | Oberstgruppenführer  | Generaloberst (Coronel-General)                        |
|                           |                   | Obergruppenführer    | General der Panzertruppe (General)                     |
|                           |                   | Gruppenführer        | Generalleutnant (Tenente-General)                      |
|                           |                   | Brigadeführer        | Generalmajor (Major-General)                           |
|                           |                   | Oberführer           | Brigadegeneral (General-de-Brigada/Brigadeiro-General) |
|                           |                   | Standartenführer     | Oberst (Coronel)                                       |
|                           |                   | Obersturmbannführer  | Oberstleutnant (Tenente-Coronel)                       |
|                           |                   | Sturmbannführer      | Major                                                  |
|                           |                   | Hauptsturmführer     | Hauptmann (Capitão)                                    |
|                           |                   | Obersturmführer      | Oberleutnant (Primeiro-tenente)                        |
|                           |                   | Untersturmführer     | Leutnant (Segundo-tenente)                             |
|                           |                   | Sturmscharführer     | Stabsfeldwebel (Subtenente)                            |
|                           |                   | Hauptscharführer     | Oberfeldwebel/Oberfähnrich (Sargento-ajudante)         |
|                           |                   | Oberscharführer      | Feldwebel (Primeiro-sargento)                          |
|                           |                   | Scharführer          | Unterfeldwebel/Fähnrich (Segundo-sargento)             |
|                           |                   | Unterscharführer     | Unteroffizier) (Terceiro-sargento)                     |
| center‎                    |                   | Rottenführer         | Obergefreiter (Primeiro-cabo)                          |
| center‎                    |                   | Sturmmann            | Gefreiter (Segundo-cabo)                               |
|                           |                   | Oberschütze Obermann | Oberschütze (Soldado de primeira-classe)               |
|                           |                   | Schütze Mann         | Schütze (Soldado)                                      |
|                           | Sem insígnia      | Anwärter             | Recruta                                                |
| Sem insígnia              | Sem insígnia      | Bewerber (1942-1945) | Candidato                                              |